# Bayaleste
Bayaleste (Baya Leste) ist eine osttimoresische Aldeia im Sucos Comoro (Verwaltungsamt Dom Aleixo, Gemeinde Dili). 2015 lebten in dem Gebiet von Bayaleste 1414 Menschen. Die Aldeia wurde erst 2017 neu geschaffen.

## Lage und Einrichtungen
Bayaleste liegt im Osten vom Suco Comoro. Westlich der Rua de Hás-Laran liegt die Aldeia Fomento II und nördlich der Rua de Has Fuan Tebar die Aldeia São José. Im Osten grenzt Bayaleste, mit der Rua de Ai Meti Laran, an den Suco Bairro Pite. Im Süden befindet sich der Suco Manleuana. Straßen innerhalb der Aldeia sind unter anderem die Rua de Aitalik Laran, die Rua de Fafulu Laran, die Rua de Fafulu Laran, die Rua de Tohu Abut und die Rua de Fatuk Koak.
In Bayaleste befinden sich die Kirche Igreja do Nazareno und ein Königreichssaal der Zeugen Jehovas.